# Wielka czwórka (audyt)
Wielka czwórka – określenie oznaczające cztery największe firmy zajmujące się audytem finansowym przedsiębiorstw. Wielką czwórkę tworzą:
- Deloitte (wcześniej Deloitte & Touche)
- Ernst & Young (EY) (powstała z połączenia Ernst & Whinney i Arthur Young w 1989)
- KPMG (powstała w wyniku połączenia Peat Marwick International i Grupy KMG w 1987)
- PricewaterhouseCoopers (PwC) (powstała z połączenia Price Waterhouse i Coopers & Lybrand w 1998).

Pod koniec XX wieku grupa ta nazywana była wielką ósemką. Od 1989 roku i połączeniu Arthur Young z Ernst & Whinney oraz Deloitte z Touche Ross mówiono o wielkiej szóstce, a od 1998 o wielkiej piątce. Po upadku firmy Arthur Andersen w 2002 stosowane jest określenie wielka czwórka.